# Lukács László György
Lukács László György (Karcag, 1983. március 7. –) magyar jogász, politikus; 2014. június 30. óta a Jobbik Magyarországért Mozgalom országgyűlési képviselője, 2022. július 15. óta a párt frakcióvezetője.

## Életrajz

### Tanulmányai
1995 és 2002 között a karcagi Gábor Áron Gimnázium tanulója. 2000 és 2001 között a virginiai Lebanon Gimnáziumban tanult. 2002 és 2008 között az Eötvös Loránd Tudományegyetem Állam- és Jogtudományi Kar jogi szakán tanult, ahol cum laude jogi diplomát szerzett 2008. július 4-én. 2014-ben jogi szakvizsgát tett. 2017-től az ELTE Társadalomtudományi Karán angol nyelven végez tanulmányokat egészségügyi közgazdász képzésen.
C típusú felsőfokú angol nyelvvizsgája van. Német nyelven társalgási szinten tud.

### Politikai pályafutása
A 2010-es önkormányzati választásokon a Jobbik polgármester-jelöltjeként indul és 1315 szavazattal második helyen végez, azonban a települési kompenzációs listán önkormányzati képviselővé választják. Alapítója a karcagi ellenzéki és vidéki jobbikos híreket publikáló karcagjobbik.tv oldalnak és Youtube csatornának.
2014-ben a Jobbik országgyűlési jelöltjeként indul Jász-Nagykun-Szolnok megye 03 .számú karcagi központú választókerületében, ahol 25,53% -kal 2. helyen végzett megelőzve a baloldal jelöltjét.
2010 és 2014 között Karcag helyi önkormányzatának tagja. 2014. június 30. óta a Jobbik Magyarországért Mozgalom országgyűlési képviselője, Balczó Zoltán mandátumát vette át. 2014. június 30. óta a Törvényalkotási bizottság tagja. A párt országos listáján a 26. helyen állt, így a Parlament megalakulásában részt még nem vehetett, azonban Balczó Zoltán Európai Parlamenti választáson szerzett mandátuma miatt, a képviselő parlamentből való távozásakor őt jelölte a párt elnöksége Balczó Zoltán megüresedett helyére. 2014. június 30-án tette le esküjét. A képviselő elsőként lép a nyilvánosság elé a 2015 áprilisában kirobbant Kun-Mediátor ügyben. A Jobbikos képviselő a károsultak haladéktalan kártalanítása érdekében törvénymódosítást nyújtott be, hogy brókerbotrányban megkárosítottak pénzükhöz jussanak. Az üggyel kapcsolatosan rendszeresen kérdezte Polt Péter a legfőbb ügyészt az ügy előrehaladtáról, ellenőrizve a nyomozóhatóságok munkáját.
A parlamentben egészségügyi szakpolitikával foglalkozik és olyan javaslatokat készít , amelyek innovatív és modern egészségügyi hozzáállást tükröznek így a gyógyszertámogatás terén vagy a kórházi adósságok rendezése terén.  2015 októberétől a Jobbik parlamenti frakciójának frakcióvezető-helyettese egészen 2020. február 17-ig.  A Jobbik által elindított Valódi Nemzeti Konzultáció egyik fő arca, mint az egészségügyi konzultációért felelős politikus. A konzultáció során 4 millió állampolgár kapott oktatási, egészségügyi és korrupcióval kapcsolatosan kérdéseket és válaszolhatott a problémákra vonatkozóan. 2017 őszén a Magyar Orvosi Kamara későbbi elnökével, Kincses Gyulával létrehozója és főtárgyalója az ellenzéki egészségügyi minimum programnak, amely az ellenzéki pártok első közösen elfogadott szakmai minimum programja, melynek célja az egészségügy megújítása.
A 2018-as magyarországi országgyűlési választáson ismét a Jász-Nagykun-Szolnok megyei 3. sz. országgyűlési egyéni választókerületben a Jobbik jelöltje. A taktikai szavazás alapján az esélyes ellenzéki jelölt volt. A választáson  32,92%-kal 2. helyet ért el. A párt országos listáján a 18. helyen szerepelt, így párt országos eredményének köszönhetően 2018-tól is ismét országgyűlési képviselővé választották. A 2018-tól felálló Országgyűlésben a Népjóléti Bizottság alelnöke, majd tagja, illetve a Külügyi bizottság tagjaként dolgozik és az Országgyűlés jegyzője. 2019. november 5-től átmeneti időre az Országgyűlés Nemzetbiztonsági Bizottságának elnöke. 2020. január 25-én  a párt kongresszusa Jakab Péter elnök mellé a párt országos alelnökévé választja. A 2020 évi koronavírus-járvány elleni védekezés Jobbik által delegált szakértő politikusa, és kiemelt szóvivője.
Indult és győzött a 2021-es magyarországi ellenzéki előválasztáson a „saját” választókerületében.
A Jobbik parlamenti képviselőcsoportja pénteki ülésén Jakab Péter helyére a frakció vezetőjének megválasztotta Lukács László Györgyöt, egyúttal általános frakcióvezető-helyettesnek Brenner Kolomant, frakcióvezető-helyettesnek Sas Zoltánt.

## Magánélet
Karcagon él feleségével és két gyermekével.